# Mareike Bokern
Mareike Bokern (* 1979 in Lohne, Niedersachsen) ist eine deutsche Fernsehmoderatorin beim WDR und dem Sender Phoenix.

## Leben
Mareike Bokern besuchte das Gymnasium Lohne und studierte an der Universität Osnabrück Politikwissenschaft, Literatur und Medien. Ihre journalistische Laufbahn begann sie bei der „Oldenburgischen Volkszeitung“ in Vechta, dem „Diepholzer Kreisblatt“ und dem Radiosender „osradio 104,8“. Nach einem Volontariat bei n-tv war sie zunächst Mitarbeiterin der Redaktion „Lokalzeit Bonn“ des WDR, anschließend der „heute“-Sendung beim ZDF. Im Jahr 2011 nahm sie ihre Tätigkeit beim Sender Phoenix auf. Seit dem 13. Februar 2012 moderiert sie zudem die „Lokalzeit Aachen“ beim WDR.